# Tmarus parallelus
Tmarus parallelus är en spindelart som beskrevs av Cândido Firmino de Mello-Leitão 1943. 
Tmarus parallelus ingår i släktet Tmarus och familjen krabbspindlar. Inga underarter finns listade i Catalogue of Life.